# Alexander Zwick (Musiker)

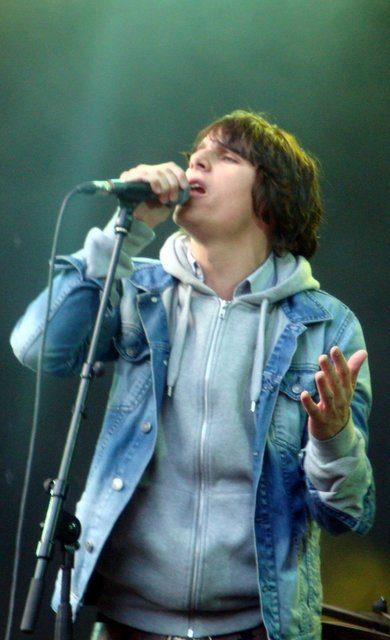
Alexander Zwick

Alexander Zwick (* 3. Februar 1984) ist ein deutscher Sänger, Komponist, Musiker und Produzent. Er ist Sänger und Gitarrist der Band Auletta.

## Leben
Zwick wurde in Mainz geboren. Über die Stationen London und Glasgow zog er nach Berlin, wo er bis heute lebt. Bekanntheit erlangte er als Sänger und Gitarrist der Band Auletta. Mehrere Chartplatzierungen und Features auf MTV Germany, MTV Home sowie TV total sorgten für über 450 Konzerte in Europa und Israel/Palästina. Als Folge erlangte die Band Echo-Nominierungen sowie die Nominierung zur 1 Live Krone.
Seit 2020 bildet er mit der japanischen Regisseurin Akira Kawasaki das Duo Mikka Bozu.
Seit 2022 komponiert er außerdem Musik für Theater-Inszenierungen an den Münchner Kammerspielen und dem Thalia Theater (Hamburg).

## Diskographie

### Mit Mikka Bozu
- 2022 The Big Business Experience Part I

## Theater
- 2022: Früchte des Zorns (Komposition, Sounddesign, Bühnenmusik, Münchner Kammerspiele, Regie: Elias Emmert)[3]
- 2022: Heute ist kein schöner Tag (Komposition Sounddesign, Bühnenmusik, Volksbühne am Rosa-Luxemburg-Platz, Regie: Musa Kohlschmidt)
- 2023: Tal der Tränen. Eine Orestie (Komposition, Sounddesign, Münchner Kammerspiele, Regie: Elias Emmert)[4][5]
- 2023: Eine Zierde für den Verein (Komposition Sounddesign, Bühnenmusik, BAT Berlin Regie: Alina Fluck)[6][7]
- 2024: Faust Gretchen Fraktur (Komposition, Sounddesign, Thalia Theater (Hamburg), Regie: Lorenz Nolting)[8]
- 2024: Die Reise nach Petuschki (Komposition, Sounddesign, Hochschule für Musik und Theater Hamburg, Regie: Musa Kohlschmidt)[9]
- 2024: Die Möwe (Komposition, Sounddesign, Theater Aachen, Regie: Alina Fluck)[10]
- 2025: Wunder (Komposition, Sounddesign, Theater Osnabrück, Regie: Alina Fluck)[11]
- 2025: Oklahoma (Komposition, Sounddesign, Live-Musik, Thalia Theater (Hamburg), Regie: Lorenz Nolting)[12]
- 2025: Ödipus Exzellenz (Komposition, Sounddesign Theater Osnabrück, Regie: Lorenz Nolting)[13]
- 2025: Der Zerbrochene Krug (Komposition, Sounddesign Theater Dortmund, Regie: Lola Fuchs)[14]
- 2026: Zeit für Monster (Komposition, Sounddesign Staatstheater Braunschweig, Regie: Rebekka David)[15]
- 2026: Das siebte Kreuz (Komposition, Sounddesign Staatstheater Mainz, Regie: Alina Fluck)[16]